# Bacino oceanico

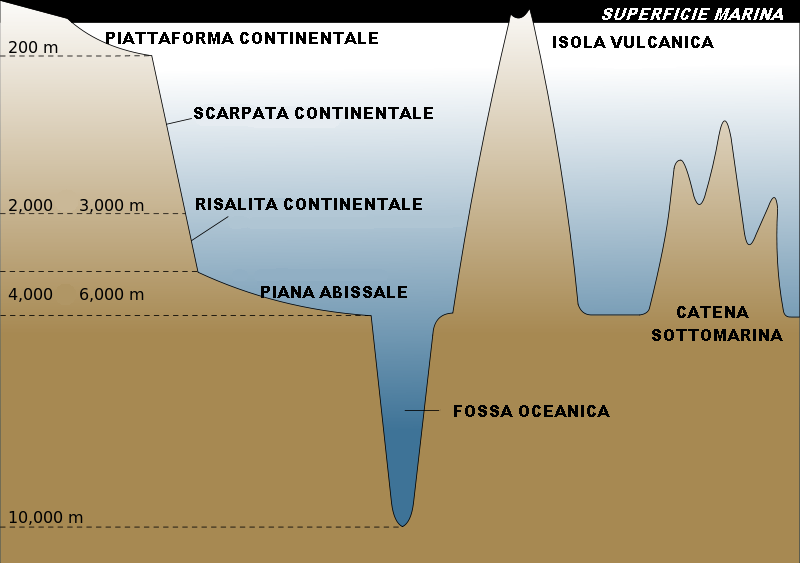
Sezione schematica di un bacino oceanico con le principali caratteristiche geomorfologiche.

In idrologia e oceanografia, un bacino oceanico è una vasta depressione o bacino strutturale, di struttura relativamente uniforme e dai contorni arrotondati, riempita di acqua di mare e che costituisce il fondale oceanico. Tali bacini possono trovarsi in qualunque parte del mondo, ma geologicamente si considerano quelli situati al di sotto del livello del mare.
Non sono da confondere con altre strutture geomorfologiche come le piattaforme continentali, le fosse oceaniche, le catene montuose sottomarine (come la Dorsale medio atlantica o la Catena sottomarina Hawaii-Emperor); vanno invece idrologicamente inclusi tra i bacini oceanici le piattaforme continentali che li fiancheggiano e i mari epicontinentali poco profondi.

## Storia
Agli inizi del secolo scorso, alcuni studiosi consideravano i bacini oceanici come il naturale complemento dei continenti, i cui sedimento originati dai fenomeni di erosione andavano poi a riempire il bacino. Gli studi recenti invece, tendono a considerare i bacini più come piane basaltiche che come deposito di sedimenti, in quanto la sedimentazione avviene per lo più nella piattaforma continentale e non nella parte geologicamente definita del bacino.
In base ai criteri idrologici, un bacino oceanico può trovarsi sia al di sotto che al di sopra del livello del mare, come ad esempio il Bacino Maracaibo in Venezuela, anche se esso non viene considerato geologicamente un bacino oceanico in quanto si trova sulla piattaforma continentale e poggia sulla crosta continentale.
La Terra è l'unico pianeta del sistema solare la cui ipsografia, cioè la descrizione delle altitudini, è caratterizzata da una crosta oceanica e da una crosta continentale. Gli oceani coprono all'incirca il 70% della superficie terrestre e poiché si trovano a un livello più basso dei continenti, funzionano da bacino sedimentario che raccoglie i sedimenti clastici derivanti dall'erosione della roccia continentale, nonché i depositi degli scheletri calcarei o silicei di organismi quali la barriera corallina, le diatomee, i radiolari e i foraminiferi.
Da un punto di vista geologico, un bacino oceanico può mostrare attività nella variazione delle sue dimensioni, o essere tettonicamente inattivo, in funzione del fatto che vi sia associata una placca tettonica attiva o inattiva. Gli elementi di un bacino oceanico attivo e in espansione sono una dorsale oceanica rilevata e l'essere fiancheggiato da colline abissali che lo collegano alla piana abissale. Spesso è anche presente una fossa oceanica associata a una zona di subduzione.
L'Oceano Atlantico e l'Oceano Artico sono buoni esempi di bacini oceanici attivi in espansione, mentre il Mar Mediterraneo è in contrazione. Anche l'Oceano Pacifico è in contrazione, anche se ha dorsali oceaniche e fosse oceaniche attive. 
Un esempio di bacino inattivo è il Golfo del Messico, che si è formato durante il Giurassico e da allora ha solo raccolto sedimenti. Anche il Bacino delle Aleutine è sostanzialmente inerte. Il bacino del Giappone, nel Mar del Giappone, formatosi nel Miocene, è tettonicamente ancora attivo anche se le recenti variazioni sono state molto modeste.